# Хартфордшър
Хартфордшър или Хартфордшир (на английски: Hertfordshire) е историческо, административно неметрополно и церемониално графство в регион Югоизточна Англия. Намира се на север от Голям Лондон, на запад от Есекс, на изток от Бъкингамшър и на юг от Бедфордшър и Кеймбриджшър.